# Antioxidant

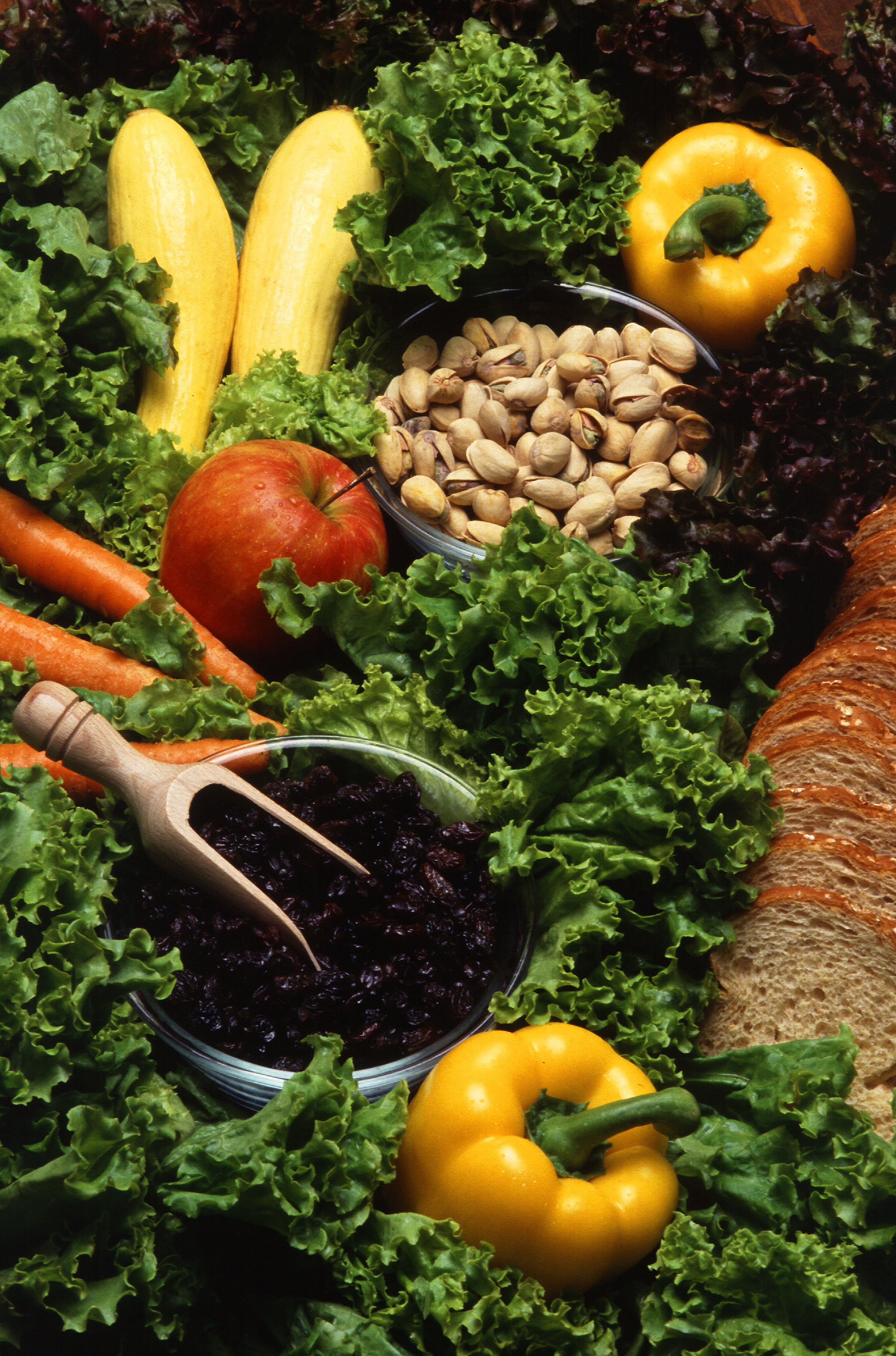
Fruit en groenten zijn goede bronnen van antioxidanten

Een antioxidant is een stof die oxidatie tegengaat. Antioxidanten omvatten alle stoffen die vrije radicalen – schadelijke deeltjes die de cellen van organismen aantasten – weg kunnen vangen. Planten en dieren hebben verschillende mechanismen om radicalen tegen te gaan, bijvoorbeeld door glutathion en bepaalde enzymen (catalases en superoxidedismutase) aan te maken.
De term "antioxidant" kan zowel verwijzen naar industrieel geproduceerde chemicaliën die aan producten worden toegevoegd om oxidatie te voorkomen, als naar de natuurlijk voorkomende verbindingen die aanwezig zijn in voedsel. De eerstgenoemde industriële antioxidanten hebben verschillende toepassingen: ze fungeren bijvoorbeeld als conserveermiddelen in voedsel en cosmetica, maar ook als oxidatieremmers in brandstoffen.
Ondanks dat antioxidanten belangrijk zijn voor normale lichamelijke processen, bestaat er geen consensus over de effectiviteit van antioxidant-voedingssupplementen bij het verbeteren van de gezondheid of het voorkomen van ziekten. Supplementen met bètacaroteen, vitamine A en vitamine E hebben geen positief effect op het algeheel sterftecijfer, of het risico op kanker. Ook het vermeende positieve effect van supplementatie van seleen en vitamine E op hart- en vaatziekten is niet aangetoond.

## Vrije radicalen
Een antioxidant is in staat om schadelijke vrije radicalen te neutraliseren, die door hun ongepaarde elektron sterk geneigd zijn moleculen uit de omgeving te oxideren. De meeste antioxidanten doen dit door met de vrije radicalen te reageren, waardoor ze onschadelijk worden.
Antioxidanten worden toegevoegd aan levensmiddelen, cosmetica, kunststoffen en diverse andere producten om de oxidatie door zuurstof uit de lucht tegen te gaan. Hierdoor wordt de houdbaarheid verlengd.

## Voeding
Oxidatie in levensmiddelen kan de kwaliteit van het levensmiddel aantasten. Vandaar dat antioxidanten vaak aan levensmiddelen worden toegevoegd.
Bij levensmiddelen worden toegevoegde antioxidanten op het etiket van levensmiddelen aangeduid met een E-nummer, zoals vastgelegd is door de Europese Unie. Daarnaast kunnen antioxidanten van nature voorkomen in voedingsmiddelen.

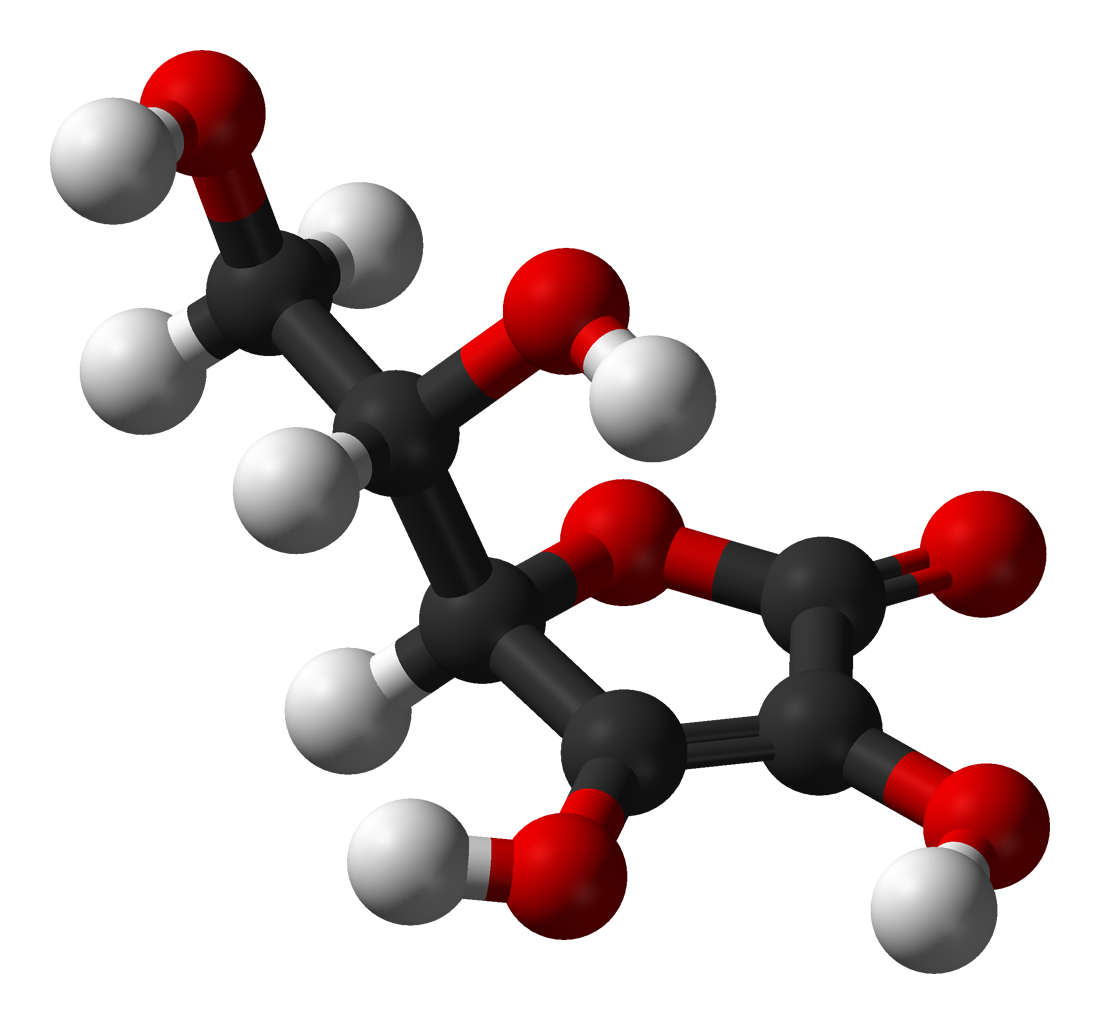
Structuur van vitamine C

Voorbeelden van antioxidanten in voeding zijn vitamine C, vitamine E, resveratrol en citroenzuur. Daarnaast zijn bepaalde mineralen zoals seleen, chroom en zink belangrijk omdat ze deel uitmaken van enzymen die als antioxidant werken. Ook urinezuur werkt in het lichaam als antioxidant.

## Voedingssupplementen
Antioxidanten zijn belangrijke stoffen voor een gezonde stofwisseling van het lichaam en zijn in alle cellen aan te treffen. Bij een voedingspatroon met voldoende groenten en fruit, is het gebruik van antioxidanten als voedingssupplement dan ook geheel overbodig. Antioxidanten zijn onder andere te vinden in groenten, fruit en noten, peulvruchten en koffie. Bij chemotherapie kan het gebruik van antioxidanten als voedingssupplementen daarentegen van groot nut zijn.
De schadelijkheid van vrije radicalen in het lichaam wordt veroorzaakt doordat deze reacties aan kunnen gaan met bijvoorbeeld het DNA, wat kan leiden tot de ontregeling van de celdeling en eventueel tot kanker, of beschadiging van verschillende intracellulaire eiwitten. Het Cedars-Sinai instituut in Californië ontdekte eerder dat hoge concentraties aan antioxidanten genetische afwijkingen kunnen veroorzaken in een celkweek van stamcellen, waardoor de kweek kankerweefsel wordt. Of dit ook relevantie heeft voor het ontstaan van kanker bij de mens is onduidelijk. De resultaten van onderzoek dat in vitro heeft plaatsgevonden zijn niet zonder meer geldig voor de situatie in vivo.

## Cosmetica
Aan cosmetica met olie, vet en vetachtige stoffen zoals crèmes en aan cosmetica met veel geurstoffen zoals parfum worden meestal antioxidanten toegevoegd. In crèmes en andere vette cosmetica is dit vaak vitamine E, in parfums meestal BHT en BHA.